# باک‌آی میل (آریزونا)
باک‌آی میل (به انگلیسی: Buckeye Mill) یک منطقهٔ مسکونی در ایالات متحده آمریکا است که در آریزونا واقع شده‌است. باک‌آی میل ۱٬۴۶۹ متر بالاتر از سطح دریا واقع شده‌است.